# Agi-wa na
Agi-wa na (아기와 나?), noto anche con il titolo internazionale Baby and I, è un film del 2008 diretto da Kim Jin-young.

## Trama
Han Joon-soo, diciottenne dal comportamento problematico, si ritrova a dover accudire un neonato, Han Woo-ram: in un messaggio, è infatti affermato che lui è il padre del bambino. L'inaspettato evento lo porterà però non solo ad affezionarsi al bimbo, ma anche a crescere lui stesso, e a decidere infine di prendersi le proprie responsabilità insieme alla ragazza che aveva partorito Woo-ram.